# ستانکی (استان اوپوله)
ستانکی (به لهستانی: Stanki) یک منطقهٔ مسکونی در لهستان است که در گمینا رودنگکی واقع شده‌است. ستانکی ۵۳ نفر جمعیت دارد.